# Robert Jacobi

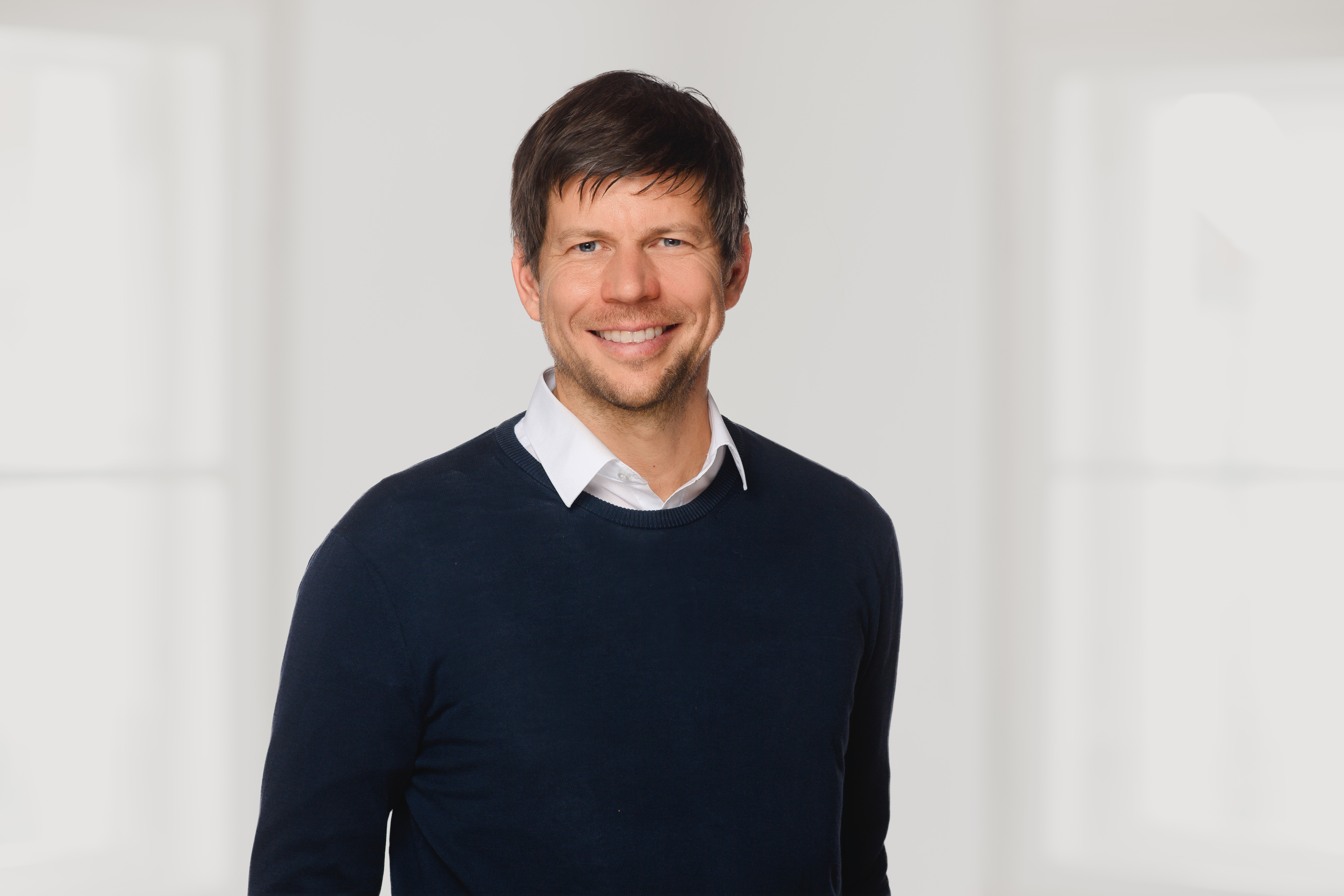
Robert Jacobi (2023)

Robert Jacobi (* 27. Mai 1977 in München) ist ein deutscher Unternehmer und Journalist.

## Leben
Robert Jacobi ist Absolvent der Harvard University, an deren Harvard Kennedy School er mit einem McCloy Fellowship der Studienstiftung des deutschen Volkes studierte, wobei er sich auf Makroökonomie, Entwicklungsökonomie und angewandte Mikroökonomie fokussierte. In dieser Zeit belegte er auch Kurse an der Harvard Business School (u.a. bei Michael Porter) und studierte Fotografie bei Andrea Frank an der Fakultät für Visual Arts des Massachusetts Institute of Technology.
Während seines ersten US-Studienaufenthalts an der American University in Washington, D.C. arbeitete er für CNN und den damaligen Fraktionschef der Demokratischen Partei im Repräsentantenhaus, Richard A. Gephardt. Zudem berichtete er als freiberuflicher Korrespondent aus Washington für die Süddeutsche Zeitung und später aus New York, u. a. nach den Terroranschlägen vom 11. September 2001. Er verbrachte eine mehrmonatige Fellowship bei der Chicago Tribune, in der er Texte zu wirtschafts- und gesellschaftspolitischen Themen verfasste.
Später war er Lehrbeauftragter an der Ludwig-Maximilians-Universität München für Medienmanagement und Medienmarketing. Er war Kolumnist beim Manager Magazin online, schreibt Artikel für weitere Nachrichtenportale, wie z. B. Stern, und ist Autor mehrerer Sachbücher, darunter Reboot – Der Code für eine widerstandsfähige Wirtschaft, Politik und Gesellschaft.
Jacobi ist Gründer der Digital-/ Transformations-Beratung The Nunatak Group mit Sitz in München und Standorten in Berlin und Zürich.
Er zählte zu den ersten Investoren in das Wissenschafts-Netzwerk Researchgate, dessen Public-Relations-Aktivitäten er in der Anfangszeit steuerte. Gemeinsam mit dem heutigen Langlauf-Bundestrainer Peter Schlickenrieder aus Schliersee gründete er die Outdoor-Community mountix.com, die später an den Verlag GeraNova Bruckmann verkauft wurde. Gemeinsam mit der Informatikprofessorin Claudia Linnhoff-Popien gründete er die Quanten/Software-Firma Aqarios, an der er beteiligt ist.

## Auszeichnungen
Er ist Träger des Alexander-Rhomberg-Preises der Gesellschaft für deutsche Sprache, des Arthur F. Burns Fellowship Awards des Auswärtigen Amts, sowie des Georg-von-Holtzbrinck-Preises für Wirtschaftspublizistik.

## Schriften
- Twin Transformation. Wie sich Digitalisierung, KI und Nachhaltigkeit gegenseitig unterstützen. Hamburg, Murmann Verlag, 2025, ISBN 978-3-86774-808-7
- Reboot. Der Code für eine widerstandsfähige Wirtschaft, Politik und Gesellschaft. Hamburg, Murmann Verlag, 2020, ISBN 978-3-86774-677-9
- How Large Corporations Survive Digitalization. Mit Ellena Brenner, in: Digital Marketplaces Unleashed. Berlin, Springer, 2018, ISBN 978-3-662-49275-8
- Amerika, der Länge nach. Meine Reise auf der Panamericana. München, Piper ebooks, 2017, ISBN 978-3-492-97719-7
- Madonna Mia. Transalp auf Skiern. Mit Peter Schlickenrieder. Stuttgart, Paul Pietsch Verlage, 2013, ISBN 978-3-613-50724-1

- Mein Blinddarm blieb in Bombay. Und andere schräge Reisegeschichten. Hrsg., mit Philipp Laubach-Kiani. München, Piper, 2012, ISBN 978-3-492-30005-6
- Der wilde Kontinent. Meine Reise durch Argentinien, Brasilien und Venezuela. München, Malik, 2010, ISBN  978-3-492-40389-4
- Reisen, bis der Arzt kommt: Erste Hilfe auf Chinesisch und andere Reisegeschichten. Hrsg., mit Philipp Laubach-Kiani. München, Malik, 2009, ISBN 978-3-890-29753-8
- Die Goodwill-Gesellschaft. Die unsichtbare Welt der Stifter, Spender und Mäzene. Hamburg, Murmann Verlag, 2009, ISBN 978-3-867-74060-9